# Актюбинская областная универсальная научная библиотека имени С. Баишева
Актюбинская областная универсальная научная библиотека имени Сактагана Баишева — крупнейшая библиотека в  
Актюбинской области, методический центр для городских и районных библиотек области.

## История
История библиотек в Актюбинской области тесно связана с народным образованием, включая открытие первых школ в Актюбинском районе. Около ста тридцати лет назад, в ноябре 1879 года, в Иргизе открылась двухклассная русско-казахская школа. Это была первая аристократическая школа в нашем регионе, организованная по инициативе и при непосредственном участии известного казахского просветителя и педагога Ибрая Алтынсарина.
Первая публичная библиотека в Актюбинской области была открыта в 1896 году в Актобе. В то время Актобе входил в состав Тургайской области.
Обществом мещан  города был сформирован первоначальный капитал в размере  300  рублей  из  пожертвования горожан, который  затем  был потрачен на закупку книжного фонда и самого простого оборудования для  библиотеки. Городская управа взяла  на  себя обязанность выделять ежегодно 50 рублей на содержание библиотеки. Инициативный кружок местной интеллигенции принял на себя все заботы по обустройству и организации работы  библиотеки. Фонд библиотеки был небольшим и состоял, в основном, из книг «легкого» чтения. Книг на казахском языке совсем не было.
1920 году на базе этой библиотеки сформировалась Актюбинская городская (губернская) библиотека. По свидетельству газеты «Киргизская степь» органа Актюбинского губкома партии и губисполкома от 31 августа 1922 года в 1922 году библиотека получил статус Центральной городской библиотеки  Губисполкома. Сохранились сведения о штате центральной городской библиотеки. Он составлял всего из 4 человек: заведующая О.Лигучевская, библиотекарь Благинина, ответственный за художественную часть Х.Сайфуллин, ответственный за инвентарь Перегудов Никонор Афанасьевич.
10 марта 1932 года была образована Актюбинская область, а на базе центральной городской библиотеки основана Актюбинская областная библиотека, но до 1934 года она фактически продолжала выполнять функции городской библиотеки.В 1934 году библиотекой пользовалось 1200 читателей и ставилась задача к концу года довести их число до 1500 человек.
К началу Великой Отечественной войны в 1940 году в библиотеке уже насчитывалось 33599 книг. Число читателей составило 4975 человек. Книговыдача за этот год составила 39509 экземпляров. В 1941 году библиотека пополнялась и периодическими изданиями, об этом свидетельствует формуляр читателя Светличного Ю.М., который в декабре 1941 года брал в библиотеке журналы «Огонек», «Крокодил», «Смену», «Технику молодежи», «Вокруг света».
70-е годы XX столетия характеризовались значительными изменениями в библиотечном деле - шел процесс централизации, проводился переход на новую библиотечную классификацию (ББК). В эти годы работали директорами библиотеки Тарлычева Прасковья Ивановна и Мединская Евгения Алексеевна.
Постановлением Правительства Республики Казахстан от 22 сентября 1999 года (Приложение к Постановлению Правительства Республики Казахстан №1436) Актюбинской областной универсальной научной библиотеке присвоено имя академика Сактагана Байшевича Байшева.

## Отделы библиотеки
1. Сектор регистрации и контроля
2. Сектор краеведению литература
3. Отдел автоматизации
4. Отдел информационно-библиографического обеспечения
5. Отдел комплектование, обработка документов и организация каталогов
6. Отдел Хранение основных фондов
7. Отдел литературы по искусству
8. Сектор выставочно-массовой работы
9. Читальный зал
10. Отдел абонементское обеспечение
11. Сектор периодических изданий
12. Сектор связи с общественностью и массовой работой
13. Отдел Развитие библиотек

## Фонды библиотеки
Фонд  составляет более 350 тысяч экземпляров книг. Показать  суммарно  фонд  библиотеки  можно  указав длину полок, которые заняты книгами библиотеки - и эта цифра впечатляет,  общая  протяженность  стеллажных полок составляет 8820 метров. Библиотека является  хранилищем книг, относящихся к  разделу редких изданий. Такие книги были  зарегистрированы  в  каталоге Национальной библиотеки Республики Казахстан. Всего их насчитывается 395 экземпляров.